# Ornithoptera victoriae
La mariposa alas de pájaro de la reina Victoria (Ornithoptera victoriae) es una mariposa alas de pájaro de la familia Papilionidae que vive en las islas Salomón y Papúa Nueva Guinea (sólo en la isla Bougainville).
Lo que originalmente fue descrito como Ornithoptera allotei es un híbrido natural entre Ornithoptera victoriae y Ornithoptera priamus urvillianus.

## Historia
Ornithoptera victoriae fue descrita por primera vez en 1856 por George Robert Gray. Los nombres científico y vernáculo se pusieron en honor a la Reina Victoria.

## Descripción
Tiene una envergadura de 150-180 mm.
Macho: Las alas delanteras son de color negro. Junto a la punta del ala hay una gran macha verde. También alrededor del tórax hay una gran área de color verde. 
La parte de abajo de la Ornithoptera victoriae es negra. En el borde del ala hay una gran macha negra. Las venas son de color negro.
Las alas traseras son verdes. El borde de estas alas es negro. En el borde exterior hay tres manchas doradas.
La parte de abajo es verde. Las venas son parcialmente de color negro. En el borde exterior también hay tres machas doradas. Entre estas machas doradas hay manchas de color negro. El lado ventral de las alas es muy similar al lado dorsal.
El abdomen es amarillento o blanco. La cabeza y el tórax son negros.
Hembra: La hembra es generalmente negro o marrón oscuro. Hay muchas manchas blancas en las alas delanteras. Al lado del tórax hay dos líneas amarillas. En las alas traseras hay dos cadenas de manchas blancas. También presentan una mancha amarilla. Como en el caso del macho, el lado ventral de las alas es muy similar al lado dorsal.
Como es habitual en las mariposas alas de pájaro, las hembras tienen una envergadura más grande que el macho.

## Subespecies
- Ornithoptera victoriae archeri (Calderara, 1984)
- Ornithoptera victoriae epiphanes (Schmid, 1970)
- Ornithoptera victoriae isabellae (Rothschild y Jordan, 1901)
- Ornithoptera victoriae maramasikensis (Morita, 2000)
- Ornithoptera victoriae reginae (Godman y Salvin, 1888)
- Ornithoptera victoriae regis (Rothschild, 1895)
- Ornithoptera victoriae rubianus (Rothschild, 1904)
- Ornithoptera victoriae victoriae

## Conservación
Ornithoptera victoriae no es una especie rara, pero algunas poblaciones están disminuyendo debido a la deforestación.
Esta especie es, como el resto de mariposas alas de pájaro, una especie protegida. Aparece en el Appendix II de CITES, lo que significa que el comercio internacional está restringido a especímenes criados en cautividad. Las islas Salomón, que incluyen una parte significativa del área de distribución de esta especie sólo se convirtió en signataria de la CITES en 2007, mientras que Papúa Nueva Guinea ha sido signataria muchos años. Aunque las islas Salomón se han comprometido con los controles de la CITES, no se ha actualizado un fallo del Servicio de Pesca y Vida Silvestre de los Estados Unidos, por lo que la importación de Ornithoptera victoriae de las islas Salomón, aunque no de Bougainville y de Papúa Nueva Guinea, a Estados Unidos sigue prohibida.

## Galería
Selección de especímenes de Ornithoptera victoriae de museos

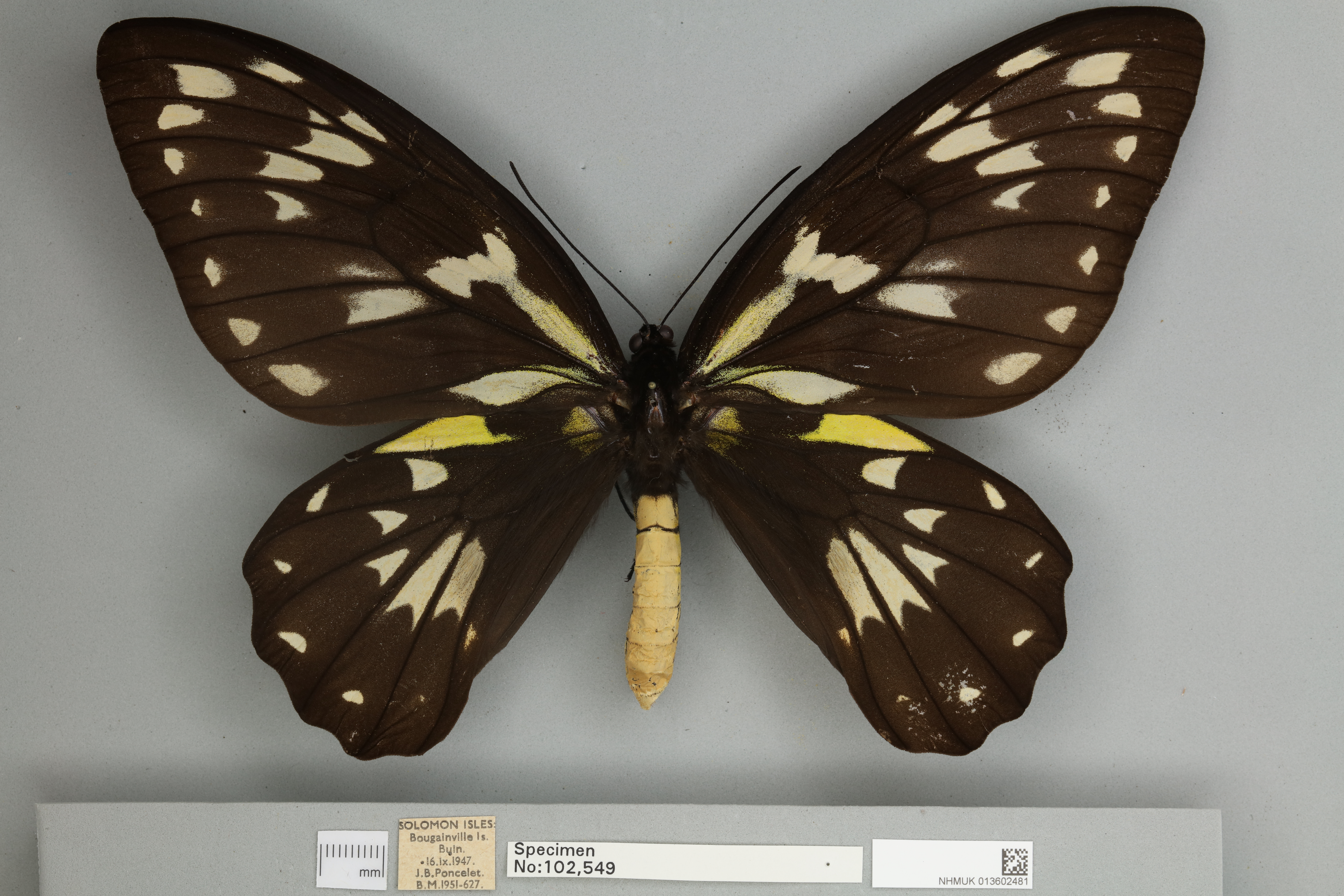
Ornithoptera victoriae regis hembra, vista dorsal
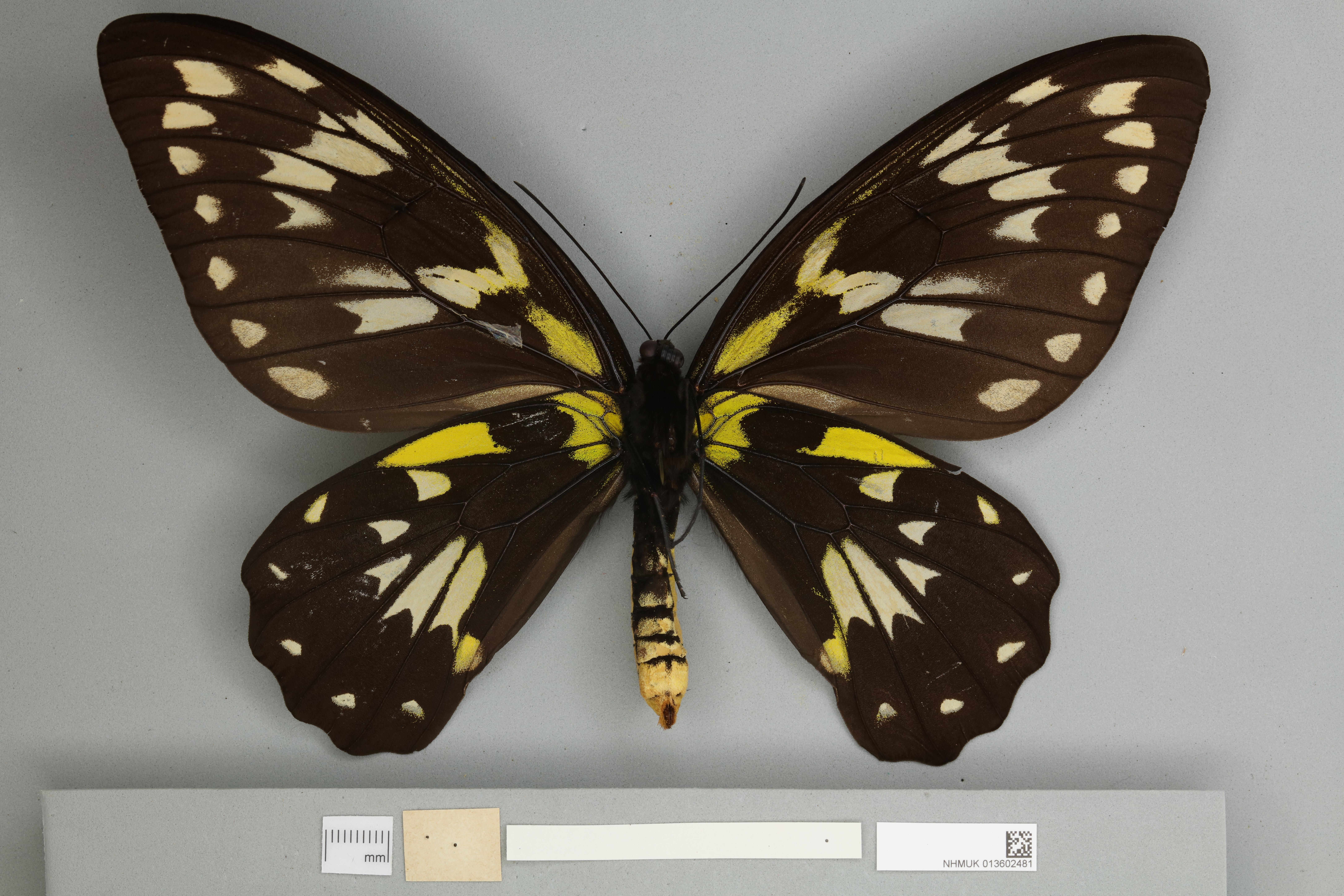
Ornithoptera victoriae regis hembra, vista ventral
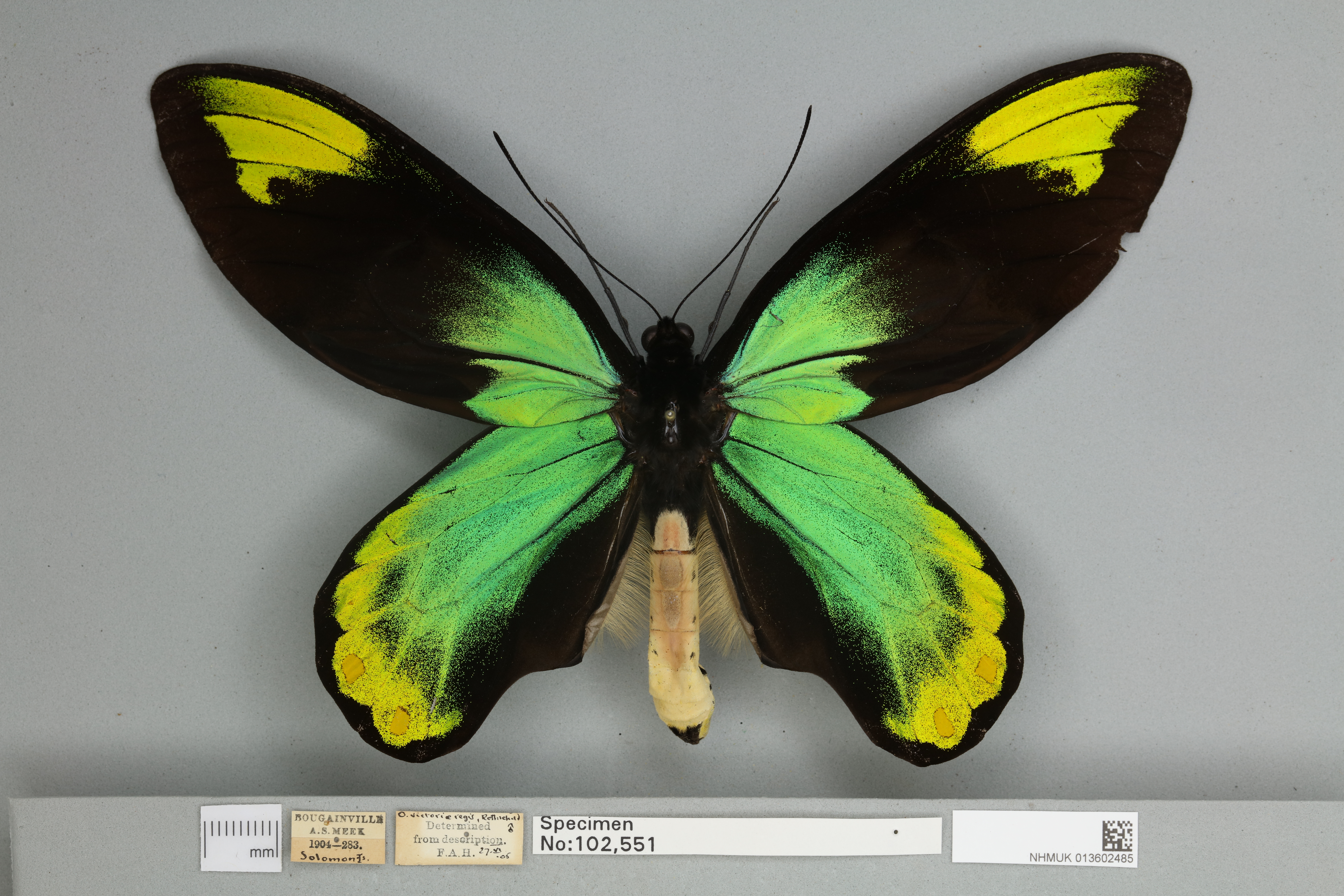
Ornithoptera victoriae regis macho, vista dorsal
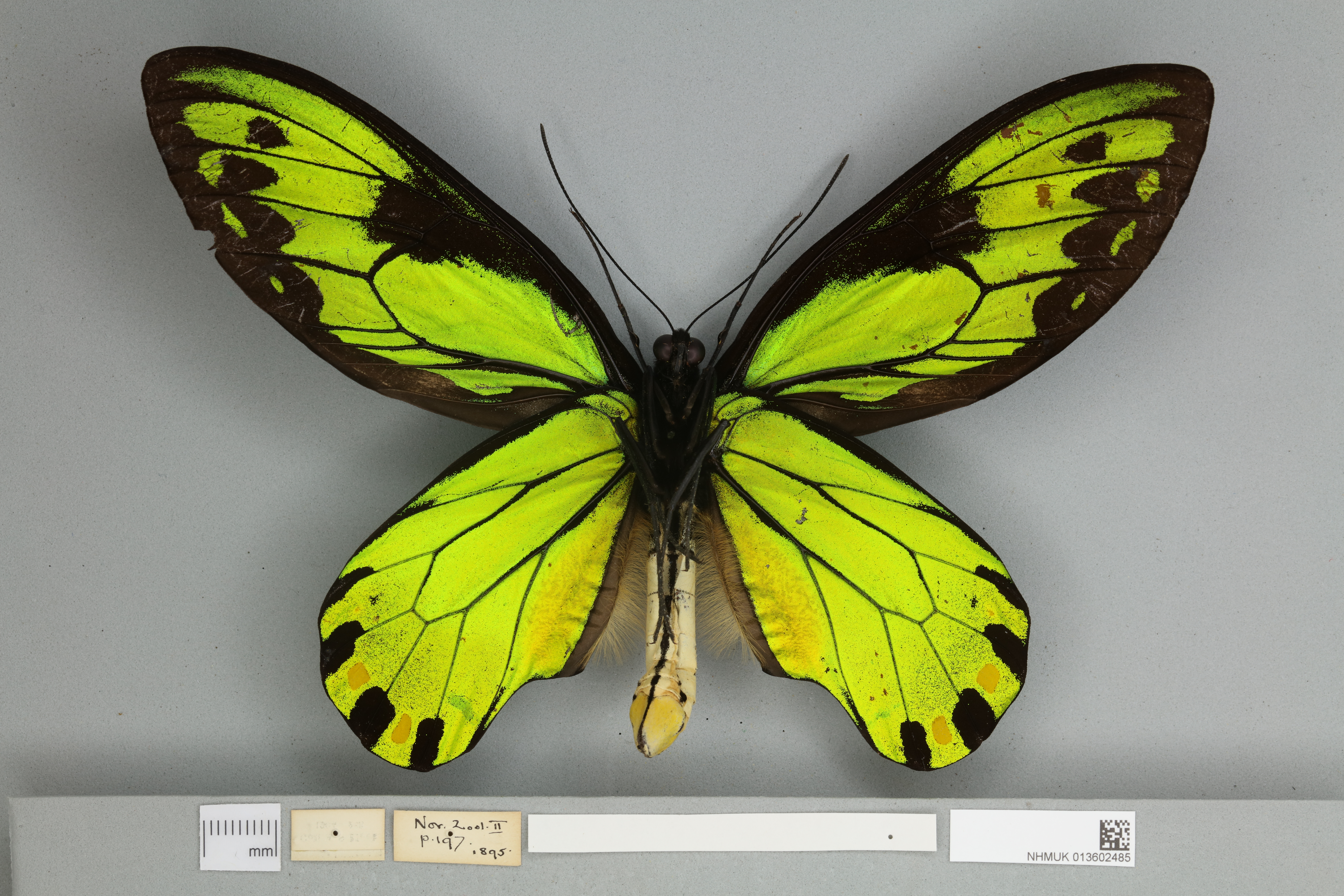
Ornithoptera victoriae regis macho, vista ventral